# Parafia św. Anny w Radzyniu Podlaskim
Parafia św. Anny i Błogosławionych Męczenników Podlaskich w Radzyniu Podlaskim – parafia rzymskokatolicka w Radzyniu Podlaskim.
Parafia erygowana w 1994. Obecny kościół parafialny murowany, wybudowany w 1995–2000. Księgi metrykalne i kronika parafialna od 1994. Proboszczem parafii w latach 2013-2024 był ksiądz Henryk Och, od 2024 funkcję tę pełni ks. Edward Konarski.  

## Zasięg parafii
Do parafii należą wierni z miejscowości: Radzyń Podlaski (część) oraz Stasinów, Ustrzesz i Zbulitów Duży.